# Borsodbóta, Borsod-Abaúj-Zemplén
Borsodbóta este un sat în districtul Ózd, județul Borsod-Abaúj-Zemplén, Ungaria, având o populație de 962 de locuitori (2011). 

## Demografie
Componența etnică a satului Borsodbóta
     Maghiari (81,43%)
     Romi (17,95%)
     Necunoscut (0,62%)
     Alții (0,62%)
Componența confesională a satului Borsodbóta
     Romano-catolici (57,38%)
     Fără religie (4,89%)
     Reformați (3,22%)
     Necunoscută (33,68%)
     Atei (0,83%)
     Alte religii (1,56%)
Conform recensământului din 2011, satul Borsodbóta avea 962 de locuitori. Din punct de vedere etnic, majoritatea locuitorilor (81,43%) erau maghiari, cu o minoritate de romi (17,95%). Apartenența etnică nu este cunoscută în cazul a 0,62% din locuitori.  Din punct de vedere confesional, majoritatea locuitorilor (57,38%) erau romano-catolici, existând și minorități de persoane fără religie (4,89%) și reformați (3,22%). Pentru 33,68% din locuitori nu este cunoscută apartenența confesională.